# Покушај државног удара у Шпанији 1981.
23-Ф или Ел Техеразо је назив за покушај државног удара предвођеног војском који се десио 23. фебруара 1981. у Шпанији. Водио га је потпуковник Антонио Техеро.

## Стање пре пуча
Напетости у Шпанији биле су очите од смрти диктатора Франсиска Франка и каснијег преласка у демократију.
Постоје четири главна разлога зашто се пуч десио, а то су:
- Економска криза у земљи (скоро 20% незапослених, губитак капитала и 16%-тна инфлација)[1]
- Потешкоће у реорганизацији регионалне поделе Шпаније
- Терористичка активност ЕТА-е
- Одбијање дела војске да се покори новом демократском систему

Већ 1977. године, након што је легализована Комунистичка партија Шпаније, дошло је до оставки и промена у шпанској влади. Немогућност владајуће странке Уније десног центра да се бори с проблемима, само је погоршана нападима из листа Ел Алказар, гласилу крајње деснице. Антонио Техеро је већ 1978. године покушао пуч, завршивши у затвору на седам месеци. Владини промашаји дочекивани су од стране ултраса (неофашиста) на врло ружан начин. Краљ Хуан Карлос I и краљица Софија дочекани су 1980. у Герники викањем и сиктањем припадника Батасуне, политичког крила ЕТА-е. Адолфо Суарез, први демократски изабрани премијер Шпаније 1975, претрпео је изгласавање неповерења, те је изгубио положај премијера и председника владајуће странке. Као премијер, након Суарезове оставке у јануару 1981, требало је да буде изабран Леополдо Калво-Сотело, али није добио довољно гласова, па је његово потврђивање било заказано за 23. фебруар. Осим уроте и пуча догађале су се и отмице угледних Шпанаца, који су касније били нађени мртви.

## Пуч Антонија Техера (23-Ф)
У 18:21, 23. фебруара, разне групе окупиле су се испред Конгреса заступника. У 18:30 часова, Техеро је упао у Конгрес и прекинуо заседање Парламента. Пратило га је 200 припадника Цивилне заштите, наоружаних митраљезима. Техеро се попео на место крај говорнице, рекао присутнима да буду тихи и чекају нову војну власт која никад није дошла. Заступници су се сакрили на под, страхујући за свој живот. Само су тројица остала на положају: тадашњи премијер Суарез, министар одбране, који је устао и рекао Техеру да одступи, и секретар КП Шпаније, Сантијаго Кариљо, који је ноншалантно припалио цигарету и деловао неузнемирен догађајима.
Сазнавши за пуч, краљ Хуан Карлос I уверио се у оданост војних заповедника, те се појавио на телевизији у униформи генерал-капетана и позвао на мир и поштовање закона. Један је генерал покушао да преговара са Техером, али се он с њим понео насилно, а генерал је после пуча смењен. Током раног јутра 24. фебруара заступници су ослобођени, а сам Техеро је ухапшен испред зграде Конгреса око поднева. Један од заступника у тадашњем шпанском парламенту био је и Хавијер Солана.

## Догађаји после пуча
Монархија је, након неуспеха пуча, у очима многих Шпанаца постала снажан фактор стабилности и објект легитимности у шпанској транзицији на демократију. Тројици најодговорнијих официра се судило за покушај пуча, те су осуђени на 30 година затвора. Напослетку је на затворске казне осуђено 30 од 300 особа, колико их је било умешано у организацију пуча.